# Internet Explorer 3
Chronologie des versions
Internet Explorer 2 Internet Explorer 4
Microsoft Internet Explorer 3 est un navigateur web graphique publié par Microsoft.